# Audition House
Audition House（オーディション　ハウス）は1986年11月から1987年3月までフジテレビで月1回深夜枠24:50から25:35の45分番組で不定期に放送されていた小泉今日子がホスト役になりゲストを迎えて今話題の出来事や近況報告などトークを中心にお送りするトーク・歌謡番組である。

## 番組概要
- 小泉今日子が毎回旬な話題・テーマを取り上げてそれにまつわるゲストを招きVTRを挟んでトークを中心に展開していく深夜版「小泉今日子の部屋」と題されるようスタジオセットも小泉今日子とゲストがリラックスしてトークが出来るようさんまのまんまのようなおしゃれな部屋セットを当時のフジテレビ（河田町）第1スタジオに組んだ。
- 制作スタッフは夜のヒットスタジオの制作班で深夜枠でもフジテレビが力を入れていた番組であった。
- 放送はフジテレビ（関東ローカル・1都6県）の深夜枠での不定期放送、月1回で全5回の放送で終了した。
- ゲストはアイドル歌手から俳優（女優）などさまざまなジャンルから一組が出演する構成だがたまに今話題の新人コーナー等があり番組中盤で新人が来て少しのトークの後に歌を披露する中7〜8分のコーナーがあった。[2]
- 1987年1月の第3回放送で中森明菜が出演した際は深夜枠にもかかわらず5.2%の視聴率を叩き出した[3]。

## ゲスト
- 第1回（1986年11月）中山美穂
- 第2回（1986年12月）郷ひろみ
- 第3回（1987年1月）中森明菜、島田奈美
- 第4回（1987年2月）真田広之、長山洋子
- 第5回（1987年3月）榊原郁恵、渡辺美奈代

## スタッフ
- 構成：塚田茂 / 矢頭浩、スタッフ東京
- 技術：高橋友男
- カメラ：森川健司
- 音声：松村勲
- 映像：小林勇
- 照明：浅香強
- 音響効果：川島明則（O・C・Bプロ）
- 美術制作：堀切清
- デザイン：馬場文衛
- 美術進行：石鍋伸一郎、塩入隆史
- 大道具：比嘉亘
- 電飾：小林義秋
- 植木装飾：森慶申
- 生花装飾：阿部雅子
- アクリル装飾：太田浩
- 視覚効果：渡部宏一（東京特殊効果）
- メイク：山口千鶴
- タイトル：高柳義信
- VTR編集：大林敏明（IMAGICA）
- MAV：円城寺暁（IMAGICA）
- タイム・キーパー：山岸弘子
- 協力：株式会社ジャパン・ベスパ、BEE DESIGN、MONO SHOP、ART・KATSUM MARU
- 制作協力：バーニングプロダクション
- ディレクター：大前一彦
- プロデューサー：疋田拓 / 井上信悟、前川尚史